# توم أوليفر
توم أوليفر (بالإنجليزية: Tom Oliver)‏ هو ممثل بريطاني، ولد في 12 يونيو 1938 في المملكة المتحدة.

## وصلات خارجية
- توم أوليفر على موقع IMDb (الإنجليزية)
- توم أوليفر على موقع أول موفي (الإنجليزية)
- توم أوليفر على موقع قاعدة بيانات الأفلام السويدية (السويدية)
- توم أوليفر على موقع قاعدة بيانات الفيلم (الإنجليزية)
- توم أوليفر على موقع كينوبويسك (الروسية)